# Bubenreuth
Bubenreuth – miejscowość i gmina w Niemczech, w kraju związkowym Bawaria, w rejencji Środkowa Frankonia, w regionie Industrieregion Mittelfranken, w powiecie Erlangen-Höchstadt. Leży około 5 km na północ od Erlangen, nad rzeką Regnitz, przy autostradzie A73 i linii kolejowej Monachium – Norymberga – Lipsk.
Jest cenionym w całej Frankonii ośrodkiem instrumentów smyczkowych i szarpanych.